# NBA 1956/57
Die NBA-Saison 1956/57 war die elfte Saison der National Basketball Association (NBA). Sie begann am 27. Oktober 1956 und endete regulär nach 288 Spielen am 13. März 1957. Die Postseason begann nach zwei Tie-Breaks am 14. und 16. März ebenfalls am 16. desselben Monats und endete am 13. April mit 4—3 Finalsiegen der Boston Celtics über die St. Louis Hawks.

## Saisonnotizen
- Dies sollte die letzte Saison für die Rochester Royals und die Fort Wayne Pistons an ihren jeweiligen Standorten werden.
- Die Celtics sicherten sich Tom Heinsohn als Territorial Pick bei der NBA-Draft 1956. Erster Pick in der NBA-Draft wurde Si Green von der Duquesne University für die Rochester Royals. Die St. Louis Hawks drafteten Bill Russell von der University of San Francisco als zweites, tauschten ihn aber mit den Celtics für Ed Macauley und Cliff Hagan. Russells Kommilitone K. C. Jones wurde von Boston in der zweiten Runde ausgewählt.[1]
- Das siebente All-Star-Game fand am Dienstag, den 15. Januar 1957 vor 11.178 Zuschauern im Boston Garden in Boston, Massachusetts statt. Red Auerbachs Eastern All-Stars besiegten Bobby Wanzers Western All-Stars mit 109—97. All-Star Game MVP wurde Bob Cousy.[2]

## Abschlusstabellen
Pl. = Rang,  = Für die Playoffs qualifiziert, Sp = Anzahl der Spiele, S—N = Siege—Niederlagen, % = Siegquote (Siege geteilt durch Anzahl der bestrittenen Spiele), GB = Rückstand auf den Führenden der Division in der Summe von Sieg- und Niederlagendifferenz geteilt durch zwei, Heim = Heimbilanz, Ausw. = Auswärtsbilanz, Neutr. = Bilanz auf neutralem Boden, Div. = Bilanz gegen die Divisionsgegner

### Eastern Division
| Pl. | Mannschaft            | Sp | S—N   | %    | GB  | Heim  | Ausw. | Neutr. | Div.  |
| --- | --------------------- | -- | ----- | ---- | --- | ----- | ----- | ------ | ----- |
| 1.  | Boston Celtics        | 72 | 44—28 | .611 | —   | 27—40 | 12—19 | 05—50  | 20—16 |
| 2.  | Syracuse Nationals    | 72 | 38—34 | .528 | 060 | 22—90 | 12—19 | 04—60  | 20—16 |
| 3.  | Philadelphia Warriors | 72 | 37—35 | .514 | 070 | 26—50 | 05—26 | 06—40  | 17—19 |
| 4.  | New York Knicks       | 72 | 36—36 | .500 | 080 | 18—10 | 09—20 | 09—60  | 15—21 |

### Western Division
| Pl. | Mannschaft           | Sp | S—N   | %    | GB  | Heim  | Ausw. | Neutr. | Div.  |
| --- | -------------------- | -- | ----- | ---- | --- | ----- | ----- | ------ | ----- |
| 1.  | 0Fort Wayne Pistons0 | 72 | 34—38 | .472 | —   | 23—80 | 07—24 | 04—60  | 17—19 |
| 2.  | Minneapolis Lakers   | 72 | 34—38 | .472 | —   | 18—13 | 09—22 | 07—30  | 18—18 |
| 3.  | St. Louis Hawks      | 72 | 34—38 | .472 | —   | 18—13 | 11—20 | 05—50  | 22—14 |
| 4.  | Rochester Royals     | 72 | 31—41 | .431 | 030 | 19—12 | 09—22 | 03—70  | 15—21 |

## Ehrungen
- All-Star Game MVP 1957: Bob Cousy, Boston Celtics
- Most Valuable Player 1956/57: Bob Cousy, Boston Celtics
- Rookie of the Year 1956/57: Tom Heinsohn, Boston Celtics

| All-NBA First Team: - Paul Arizin, Philadelphia Warriors - Dolph Schayes, Syracuse Nationals - Bob Pettit, St. Louis Hawks - Bob Cousy, Boston Celtics - Bill Sharman, Boston Celtics | All-NBA Second Team: - George Yardley, Fort Wayne Pistons - Maurice Stokes, Rochester Royals - Neil Johnston, Philadelphia Warriors - Dick Garmaker, Minneapolis Lakers - Slater Martin, St. Louis Hawks |

## Führende Spieler in Einzelwertungen
| Kategorie       | Spieler        | Mannschaft            | Wert   |
| --------------- | -------------- | --------------------- | ------ |
| Punkte          | Paul Arizin    | Philadelphia Warriors | 1817   |
| Wurfquote †     | Neil Johnston  | Philadelphia Warriors | 44,7 % |
| Freiwurfquote ‡ | Bill Sharman   | Boston Celtics        | 90,5 % |
| Assists         | Bob Cousy      | Boston Celtics        | 478    |
| Rebounds        | Maurice Stokes | Rochester Royals      | 1256   |

† 230 Körbe nötig. Johnston nahm 1163 Schüsse und traf 520 mal, am fünfthäufigsten.

‡ 190 Freiwürfe nötig. Sharman traf 381 von 421.

- Mit 312 beging Vern Mikkelsen von den Minneapolis Lakers die meisten Fouls und war mit insgesamt 18 mal am häufigsten fouled out. Vern Mikkelsen führte zwischen 1954 und 1957 wie vor ihm George Mikan dreimal in Folge die Foulstatistik an und hatte mit 127 Disqualifikationen in seiner Karriere die insgesamt meisten der NBA-Geschichte.
- Dolph Schayes von den Syracuse Nationals stand mit 2851 Minuten in 72 Spielen am längsten auf dem Parkett.
- Arizins 1817 Punkte ergaben einen Durchschnitt von 25,6 Punkten pro Spiel, und damit auch die höchste Punktquote. Er hatte die sechstbeste Wurfquote aus dem Feld mit 42,2 % bei mindestens 230 Körben und die achtbeste insgesamt.
- Bis zur Saison 1968/69 wurden den Statistiken in den Kategorien „Punkte“, „Assists“ und „Rebounds“ die insgesamt erzielten Leistungen zu Grunde gelegt und nicht die Quote pro Spiel.[3]
- Bill Sharman, der zwischen 1952 und 1961 siebenmal die beste Freiwurfquote hatte – dabei bis 1957 fünfmal in Folge – hatte seine Freiwurfquote im Vergleich zum Vorjahr substantiell auf über 90 % verbessert. Insgesamt fünf Spieler erzielten in dieser Saison mehr Freiwürfe als Sharman.
- Trotz Cousys Saison-Assistrekord hatten die Celtics gegen Minneapolis am 28. November 1956 in Louisville das Spiel mit den wenigsten Assists der NBA-Geschichte, nämlich zehn (Boston 3, Lakers 7).
- Neben Maurice Stokes errangen Bob Pettit und Dolph Schayes über tausend Rebounds. Rookie Bill Russell hatte in 48 Spielen nur 943 Rebounds, aber mit 19,6 Rebounds pro Spiel eine deutlich höhere Reboundquote als Stokes mit 17,4 RpS. Schon ab der nächsten Saison sollte Russell zwölfmal in Folge die Zahl von tausend Rebounds übertreffen und die Reboundquote seiner Karriere (Minimum 400 Spiele) zur zweitbesten der NBA-Geschichte erhöhen (Stand: 2018).

## Playoffs-Baum
|  | Division-Halbfinals | Division-Halbfinals   | Division-Halbfinals |  |  | Division-Finals | Division-Finals    | Division-Finals |  |    | NBA-Finals      | NBA-Finals     | NBA-Finals |
|  |                     |                       |                     |  |  |                 |                    |                 |  |    |                 |                |            |
|  | Western Division    | Western Division      | Western Division    |  |  | W1              | St. Louis Hawks    | 3               |  |    |                 |                |            |
|  | W2                  | Minneapolis Lakers    | 2                   |  |  | W2              | Minneapolis Lakers | 0               |  |    |                 |                |            |
|  | W3                  | Fort Wayne Pistons    | 0                   |  |  |                 |                    |                 |  | W1 | St. Louis Hawks | 3              |            |
|  |                     |                       |                     |  |  |                 |                    |                 |  |    | E1              | Boston Celtics | 4          |
|  | Eastern Division    | Eastern Division      | Eastern Division    |  |  | E1              | Boston Celtics     | 3               |  |    |                 |                |            |
|  | E2                  | Syracuse Nationals    | 2                   |  |  | E2              | Syracuse Nationals | 0               |  |    |                 |                |            |
|  | E3                  | Philadelphia Warriors | 0                   |  |  |                 |                    |                 |  |    |                 |                |            |

## Playoffs-Ergebnisse
Die Playoffs begannen am 16. März und wurden in der ersten Runde nach dem Modus „Best of Three“ ausgetragen, die Division-Finals nach dem Modus „Best of Five“ und die NBA-Finals nach dem Modus „Best of Seven“. Die Divisionssieger hatten ein Freilos in der ersten Runde.
Bob Cousy von den Celtics gewährte 93 Assists, Bill Russell errang 244 Rebounds und Bob Pettit von den Hawks erzielte 298 Punkte in der Postseason.

### Tie-Breaker
Nach der regulären Saison fanden zunächst zwei Tie-Breaks statt, die nicht in die Playoff-Statistik eingehen. Am Donnerstag, den 14. März 1957 spielten die Fort Wayne Pistons und am Sonnabend, den 16. März die Minneapolis Lakers. Alle drei Teams hatten die gleiche Siegbilanz, geseedet wurden sie unabhängig von den Tie-Breaks letztendlich gemäß ihrer Punktdifferenz.
Donnerstag, 14. März: St. Louis 115 – 103 Fort Wayne

Sonnabend, 16. März: St. Louis 114 – 111 Minneapolis

### Eastern Division-Halbfinals
Syracuse Nationals 2, Philadelphia Warriors 0

Sonnabend, 16. März: Philadelphia 96 – 103 Syracuse

Montag, 18. März: Syracuse 91 – 80 Philadelphia

### Western Division-Halbfinals
Minneapolis Lakers 2, Fort Wayne Pistons 0

Sonntag, 17. März: Minneapolis 131 – 127 Fort Wayne

Dienstag, 19. März: Fort Wayne 108— 110 Minneapolis

### Eastern Division-Finals
Boston Celtics 3, Syracuse Nationals 0

Donnerstag, 21. März: Boston 108 – 90 Syracuse

Sonnabend, 23. März: Syracuse 105 – 120 Boston

Sonntag, 24. März: Boston 83 – 80 Syracuse

### Western Division-Finals
St. Louis Hawks 3, Minneapolis Lakers 0

Donnerstag, 21. März: St. Louis 118 – 109 Minneapolis

Sonntag, 24. März: St. Louis 106 – 104 Minneapolis

Montag, 25. März: Minneapolis 143 – 145 St. Louis (n. 2. V.)

## NBA-Finals

### Boston Celtics vs. St. Louis Hawks
In dieser bemerkenswerten Finalserie gab es zahlreiche Rekorde, wie z. B. die meisten individuellen Fouls in sieben Spielen. Arnie Risen, der auch viermal in Folge disqualifiziert wurde, hatte 37 Fouls auf dem Kerbholz. Jack McMahon von den Hawks lag nur ein Foul dahinter. Russell errang 32 Rebounds im letzten Spiel, sollte sich in kommenden Jahren noch übertreffen und den bis heute gültigen Reboundrekord in Finals aufstellen. Cousy gewährte am 9. April 19 Assists wie auch zwei Jahre später erneut. Lediglich Magic Johnson hatte je mehr Assists in den Finals zu Buche stehen. Pettit warf in der Serie einmal 15 und einmal 16 Freiwürfe. Doch dieser wie auch Tom Heinsohns Finalsrekord im letzten Spiel von 17 Feldtoren bei 33 Versuchen sollte nur ein Jahr Bestand haben.
Die Finalergebnisse:

Sonnabend, 30. März: Boston 123 – 125 St. Louis (n. 2. V.)

Sonntag, 31. März: Boston 119 – 99 St. Louis

Sonnabend, 6. April: St. Louis 100 – 98 Boston

Sonntag, 7. April: St. Louis 118 – 123 Boston

Dienstag, 9. April: Boston 124 – 109 St. Louis

Donnerstag, 11. April: St. Louis 96 – 94 Boston

Sonnabend, 13. April: Boston 125 – 123 St. Louis (n. 2. V.)

Die Boston Celtics werden mit 4—3 Siegen zum ersten Mal NBA-Meister.

## Die Meistermannschaft der Boston Celtics
| Bob Cousy, Tom Heinsohn, Dick Hemric, Jim Loscutoff, Jack Nichols, Andy Phillip, Frank Ramsey, Arnold Risen, Bill Russell, Bill Sharman, Lou Tsioropoulos Head Coach: Red Auerbach |